# Bor, Sudanul de Sud
Bor (în arabă بور) este un oraș în Sudanul de Sud, situat pe malul stâng al Nilului Alb. Este reședința statului Jonglei. Conform unei estimări din 2009 localitatea avea 21.362 locuitori.